# Arnaud Corbic
Arnaud Corbic (né en 1969) est un philosophe français, spécialiste d’Albert Camus et de Dietrich Bonhoeffer. Il est docteur en philosophie (université Paris 1 Panthéon-Sorbonne).
Ancien professeur de philosophie contemporaine à l’université pontificale Antonianum de Rome, il est actuellement professeur et responsable des activités culturelles et des relations extérieures à l'Institution Sainte-Marie d'Antony.
Il est considéré comme l’un des nouveaux penseurs du christianisme.

## Œuvres
- Dietrich Bonhoeffer. Le Seigneur des non-religieux. De l'« avant-dernier » au « dernier » Bonhoeffer (préface de Joseph Moingt), Paris, Éditions franciscaines, 2001, 85 p. Réédité en poche : Dietrich Bonhoeffer, résistant et prophète d’un christianisme non religieux, Paris, Albin Michel, « Spiritualités vivantes », n° 189, 2002, 190 p. Traduction italienne : Bonhoeffer. Un cristianesimo non-religioso (trad. it. Gianpietro Zatti), Padoue, Edizioni Messaggero Padova, « I MiniGrandi », 2005, 187 p.
- Camus et Bonhoeffer. Rencontre de deux humanismes, Genève, Labor et Fides, « Intersections », 2002, 105 p. Traduction italienne : Albert Camus e Dietrich Bonhoeffer. Due visioni dell'uomo « senza Dio » a confronto, (trad. it. Arnaud Corbic), Padoue, Edizioni Messaggero Padova, 2011, 91 p.
- Le Livre des Sagesses. L'aventure spirituelle de l'humanité (ouvrage collectif sous la direction de Frédéric Lenoir et Ysé Tardan-Masquelier), Paris, Bayard, 2002, p. 864-872, p. 1366-1369, p. 1540-1542.
- L’Incroyance. Une chance pour la foi ?, Genève, Labor et Fides, « Nouvelles Pistes », 2003, 100 p.
- Camus, l’absurde, la révolte, l’amour, Paris, Éditions de l’Atelier, 2003, 176 p.
- « Camus et Bonhoeffer. Rencontre de deux humanismes », dans Actualité de Dietrich Bonhoeffer en Europe latine – Actes du colloque international de Genève (23-25 septembre 2002), Genève, Labor et Fides, « Actes et recherches », 2004, p. 61-76.
- Camus et l’homme sans Dieu, Paris, Éditions du Cerf, « La nuit surveillée », 2007, 250 p.
- Dictionnaire de philosophie (ouvrage collectif sous la direction de Jean-Pierre Zarader), Paris, Ellipses, 2007, p. 93-95, p. 538-539.
- « La place de l'Écriture dans la perspective d'un christianisme non religieux chez Dietrich Bonhoeffer », dans Dietrich Bonhoeffer - Autonomie, suivance et responsabilité (ouvrage collectif sous la direction d’Alberto Bondolfi, Denis Müller et Simone Romagnoli), Paris, Éditions du Cerf, 2007, p. 127-147.
- « Camus et le christianisme », dans Camus, la philosophie et le christianisme (ouvrage collectif sous la direction de Hubert Faes et Guy Basset), Paris, Éditions du Cerf, « La nuit surveillée », 2012, p. 143-175.
- « Dio non ha creato la religione bensì il mondo », dans La questione del dire. Saggi di ermeneutica per Graziano Ripanti (ouvrage collectif sous la direction de Mauro Bozzetti), Milan-Udine, Mimesis Edizioni, « Essere e libertà », 2012, p. 49-66.
- « Albert Camus : l'assurdo, la rivolta, l'amore », dans Albert Camus, Primo uomo a Mondovì. Memoria e dialogo nel Mediterraneo (ouvrage collectif sous la direction de Yvonne Fracassetti Brondino), Boves, Araba Fenice, 2013, p. 116-124. Traduction française : « Albert Camus, l'absurde, la révolte et l'amour », dans Albert Camus. Mémoire et dialogue en Méditerranée (ouvrage collectif sous la direction de Yvonne Fracassetti Brondino), Cagliari, Consiglio Nazionale delle Ricerche - Istituto di Storia dell'Europa Mediterranea, « Europa e Mediterraneo. Storia e immagini di una comunità internazionale », 2015, p. 179-194.
- Souviens-toi des Choses de la vie. Le chef-d'œuvre rembobiné (préface de Thierry Frémaux), Paris, Séguier, 2022, 160 p.

## Articles
- « Dietrich Bonhoeffer. Le Christ, Seigneur des non-religieux », Études, mars 2001, p. 371-382. Traduction espagnole : « Dietrich Bonhoeffer. Cristo, Señor de los no-religiosos » in Selecciones de teología, vol. 41, n° 161, 2002, p. 51-58.
- « L’“humanisme athée” de Camus », Études, septembre 2003, p. 227-234.
- « L’incroyance, un beau risque pour la foi », Antonianum LXXVIX (2004), p. 365-374.
- « Une parole scandaleuse ? », Évangile aujourd’hui, n° 207, 2005, p. 10.
- « L’actualité de la pensée d’Emmanuel Mounier », Incroyance et Foi, n° 116, 2005, p. 3-4.
- « La “suivance” du Christ chez Dietrich Bonhoeffer », Incroyance et Foi, n° 117, avril 2006, p. 5-9.
- « Jésus et la femme adultère », Évangile et liberté, n° 202, octobre 2006, p.18.
- « Le problème de l’unicité du Christ comme médiateur », Évangile aujourd’hui, n° 212, 2006, p. 16-26.
- « I fondamenti di una filosofia dell’uomo senza Dio nella triplice prospettiva di Albert Camus : l’assurdo, la rivolta, l’amore », Antonianum LXXXI (2006), p. 509-523.
- « Albert Camus e Francesco d’Assisi », Frate Francesco, n° 72, novembre 2006, p. 475-480. Traduction espagnole : « Albert Camus y Francisco de Asís » in Selecciones de franciscanismo, vol. 38, n° 113, 2009, p. 243-249. Traduction française : « Camus et François d’Assise », Évangile aujourd’hui, n° 216, 2007, p. 41-47.
- « Veillée pascale », Évangile aujourd’hui, n° 213, 2007, p. 10-12.
- « Voyages en Italie d’Albert Camus », Bulletin de la Société des Études camusiennes, n° 84, mai 2008, p. 9-15.
- « L’incroyance, une chance pour la foi », Relations, n° 729, décembre 2008, p. 32-34.
- « Albert Camus e l’Italia », Estetica, Gênes, il Melangolo, 2/2008, p. 97-105.
- « L'Étranger de Luchino Visconti (1967) », Présence d'Albert Camus (revue publiée par la Société des Études camusiennes), n° 4, 2013, p. 12-22.
- « Que signifie suivre le Christ ? », Nunc, n° 39, juin 2016, p. 115-118.
- « Claude Sautet, Les Choses de la vie », La Revue littéraire, Éditions Léo Scheer, n° 70, novembre-décembre 2017, p. 47-67.
- « Section spéciale de Costa-Gavras » (1ère partie), Séquences, n° 315, septembre-octobre 2018, p. 44-47.
- « Section spéciale de Costa-Gavras » (2e partie), Séquences, n° 316, novembre-décembre 2018, p. 44-45.
- « Section spéciale de Costa-Gavras » (3e partie), Séquences, n° 317, janvier-février-mars 2019, p. 48-51.
- « Marathon Man de John Schlesinger », Séquences, n° 319, juin-juillet-août-septembre 2019, p. 4-9.
- « L’Étranger (Lo straniero) de Luchino Visconti », Séquences, n° 320, octobre-novembre-décembre 2019, p. 26-31.